# Breareds distrikt
Breareds distrikt är ett distrikt i Halmstads kommun och Hallands län. 
Distriktet ligger öster om Halmstad. 

## Tidigare administrativ tillhörighet
Distriktet inrättades 2016 och utgörs av en del av området som Halmstads stad omfattade till 1971, delen som före 1967 utgjorde Breareds socken.
Området motsvarar den omfattning Breareds församling hade vid årsskiftet 1999/2000.